# Lily (revista)
Lily va ser una revista de còmic femení publicada per l'Editorial Bruguera entre 1970 i 1985, fou una de les últimes revistes d'aquestes gèneres en tenir un cert èxit de vendes. El seu director era Jorge Gubern Ribalta.

## Trajectòria editorial
"Lily" va ocupar en la línia de còmics de Bruguera el lloc que havien deixat les finides "Sissi" i "Blanca", fins a tal punt que el seu primer número va ser el 444, continuant així la numeració de la primera d'aquestes revistes, que havia publicat el seu número 443 el 1967.
Durant el seu primer any de vida, la seva difusió mitjana va aconseguir els 42.430 exemplars per número.
El 1976, Bruguera va llançar Super Lily.

## Característiques
"Lily" tenia un format vertical i 20 pàgines, amb un preu de 5 pessetes. Prescindia de la temàtica sentimental, que era la que havia predominat en els còmics femenins que la van precedir, optant-se en el seu lloc per potenciar l'acció i l'humor. D'aquesta manera, i a part de seccions d'acudits, horòscop, música, cinema i televisió i passatemps, contenia les següents sèries, moltes de procedència anglesa:
| anys      | Números  | Títol                                      | Historietes de "continuarà" | Autoría                      | Procedencia               |
| --------- | -------- | ------------------------------------------ | --------------------------- | ---------------------------- | ------------------------- |
| 1970-1985 | 444-     | Lily                                       |                             | Roberto Segura               | Nova                      |
| 1970-     | 444, 445 | Julita                                     |                             |                              | Syndication International |
| 1970-     | 444, 445 | La terrible Fifí                           |                             | Nene Estivill                |                           |
| 1970-     | 444, 445 | Caty, la chica gato                        |                             | Giorgio Giorgetti            | Syndication International |
| 1970-     | 444, 445 | Fina                                       |                             | Reg Parlett                  | Syndication International |
| 1970-     | 444, 445 | Cristina y sus amigas                      |                             | T. Ardanuy/Cuyas             |                           |
| 1970-     | 444, 445 | Los extraordinarios relatos del tío Arthur |                             |                              | Syndication International |
|           |          | Tina y Rosi                                |                             | Isabel Penalva               |                           |
|           |          | Dorita                                     |                             |                              | Syndication International |
| 1974      | 631-     | Esther                                     |                             | Philip Douglas/Purita Campos | Syndication International |
| 1975      |          | Lina                                       | La caravana de la cólera    | Greg/Paul Cuvelier           | Tintín                    |
| 1981      | 1045     | Emma es encantadora                        |                             | Trini Tinturé/Andreu Martín  |                           |
| 1985      |          | Candy Candy                                |                             | Kyōko Mizuki/Yumiko Igarashi | Manga                     |

## Valoració
Tino Regueira, suggereix que un èxit tan perenne com el seu, podria justificar-se pel contacte que mantenia amb les seves lectores.